# Square Joël-Le Tac
Le square Joël-Le Tac est un espace vert du 18e arrondissement de Paris.

## Situation et accès
Le square est situé au milieu de la place Constantin-Pecqueur.
Le site est accessible par le 3, place Constantin-Pecqueur.
Il est desservi par la ligne 12 à la station Lamarck - Caulaincourt.

## Origine du nom
Il rend hommage à Joël Le Tac (1918-2005), résistant français, journaliste et député. 

## Historique
Espace vert créé en 1935 sous le nom de « square de la place Constantin-Pecqueur » dans le quartier des Grandes-Carrières du 18e arrondissement de Paris, il porte, depuis le 2 février 2012, celui de « square Joël-Le Tac ».

## Description
En son milieu figure un monument de Paul Vannier érigé en 1936 à la mémoire de Théophile-Alexandre Steinlen (1859-1923) peintre et dessinateur d'origine suisse ayant résidé à Paris. Ces bronzes, fondus durant l'Occupation, ont été reconstitués et réinstallés au début des années 1960. 
Il est planté de viornes, d'aucuba, de buis, d'ifs, de prunus pissardii, de pommiers à fleurs et de platanes ; on y trouve aussi un point d'eau.

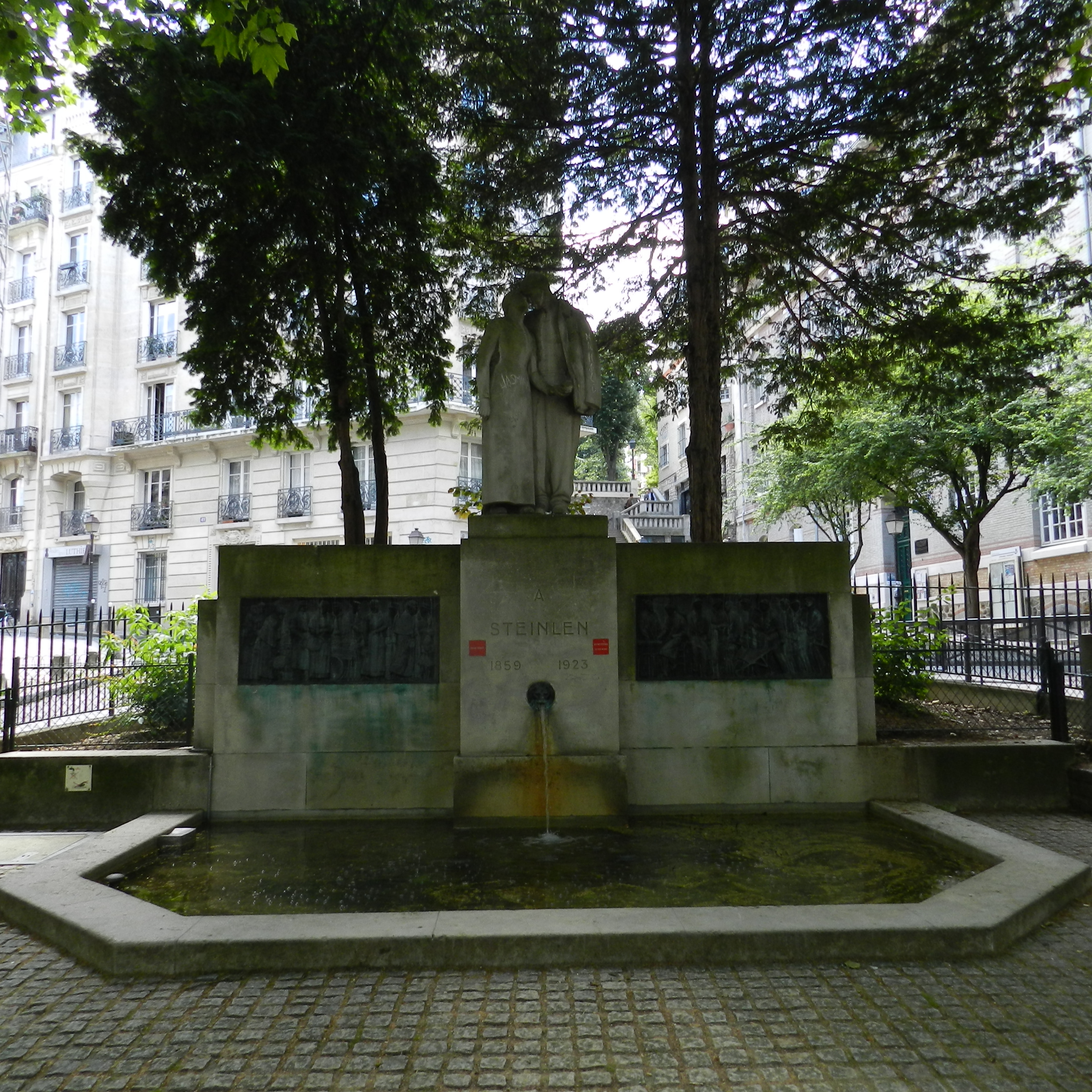
Fontaine dédiée à Steinlen.
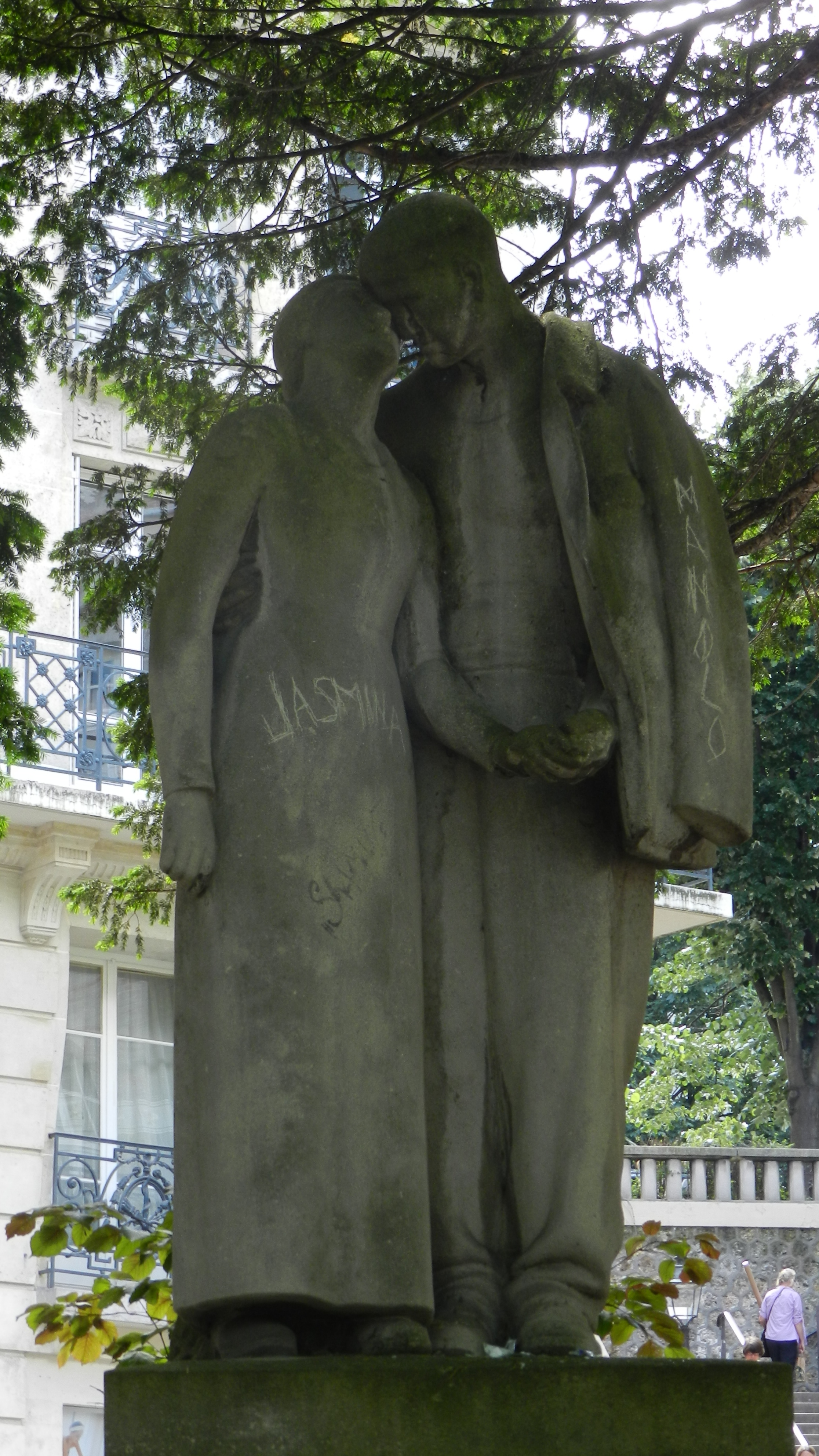
Détail du monument.